# Robert Hunter (Politiker)
Robert (Bob) Hunter (* 13. Oktober 1941 in Saint-Boniface, Manitoba, Kanada; † 2. Mai 2005, Toronto, Ontario, Kanada) war ein kanadischer Journalist, Autor und Politiker, der 1971 zu den Mitbegründern von Greenpeace zählte.

## Leben
Hunter wurde in Saint-Boniface, einem Stadtteil von Winnipeg, geboren und wuchs dort auf. Wegen Geldmangels arbeitete er 1960 in einer Fabrik in Vancouver, entschloss sich aber im selben Jahr nach Winnipeg zurückzukehren, wo er zuerst für „Burns & Company Packing House“ arbeitete. Um Geld zu verdienen, verkaufte er ohne nötige Lizenz Enzyklopädien. Daher verhaftete man ihn, so dass er eine Nacht im Gefängnis verbringen musste. Danach begann er seine Arbeit bei der Winnipeg Tribune, zunächst nur als „copy boy“.
Bei seiner Reise nach Europa, genauer nach Paris und London, traf er Zoe Rahim, seine spätere Frau. Sie war zu diesem Zeitpunkt bereits in der Anti-Atomwaffen-Bewegung aktiv. Sie wurde schwanger und so heiratete er sie. 1963 nahmen sie gemeinsam am Friedensmarsch nach Aldermaston teil. 1963 gingen sie zusammen mit ihrem Sohn Conan nach Winnipeg, wo Hunter Journalist bei der Winnipeg Tribune wurde. Später zogen sie nach Vancouver, wo 1965 ihr zweites Kind Justine geboren wurde. 1968 veröffentlichte Hunter sein erstes Buch, die Novelle Erebus. Für diese wurde er für den Governor General's Award nominiert. Durch diese Nominierung gelang es ihm, Gegen-Kultur-Kolumnist der Vancouver Sun zu werden. 1975 wurde er für zwei Jahre Vorsitzender von Greenpeace.
1988 zog er nach Toronto, wo er Reporter für City-TV und Kolumnist für das Eye magazine wurde. 1992 erhielt er für sein Buch „Occupied Canada“ den „Governor General's Award“. Das Time Magazin kürte Hunter im Jahr 2000 zu einem der zehn größten Umweltschützer des 20. Jahrhunderts. Im Jahr 2001 ließ er sich für die Ontario Liberal Party als Kandidat aufstellen.
Robert Hunter hieß bis 2007 auch ein Schiff der Umweltorganisation Sea Shepherd, die sich für den Schutz der Ozeane und deren Lebewesen einsetzt, das Schiff wurde nach dem Tod des australischen Dokumentarfilmers und Tierschützers Steve Irwin auf dessen Namen umgetauft. Bob Hunter starb  am 2. Mai 2005 im Alter von 63 Jahren an Prostatakrebs in Toronto.

## Werke
- Erebus 1968
- The Enemies Of Anarchy 1970 ISBN 0-7710-4293-0
- The Storming Of The Mind 1971 ISBN 0-7710-4294-9
- To Save The Whale: The Voyages of Greenpeace 1978 ISBN 0-87701-114-1
- Warriors Of The Rainbow: A Chronicle of the Greenpeace Movement 1979 ISBN 0-03-043741-5
- The Greenpeace Chronicle 1980 ISBN 0-330-25939-3
- Cry Wolf! 1985
- On the Sky: Zen and the Art of International Freeloading 1988 ISBN 0-7710-4289-2
- Thermageddon: Countdown to 2030 2003 ISBN 1-55970-667-8